# Carolyne Lepage
Carolyne Lepage (ur. 9 czerwca 1975) – kanadyjska judoczka. Dwukrotna olimpijka. Zajęła trzynaste miejsce w Atlancie 1996 i odpadła w eliminacjach w Atenach 2004. Walczyła w wadze ekstalekkiej.
Uczestniczka mistrzostw świata w 1995, 1997, 1999 i 2003. Startowała w Pucharze Świata w latach 1995–1999, 2001, 2003 i 2004. Srebrna medalistka igrzysk panamerykańskich w 1995 i 2003. Zdobyła pięć medali na mistrzostwach panamerykańskich w latach 1994 - 2004. Wygrała igrzyska Wspólnoty Narodów w 2002. Ośmiokrotna medalistka mistrzostw Kanady w latach 1994-2004.

## Letnie Igrzyska Olimpijskie 1996
| Konkurencja | Eliminacje            | Repasaże            | Klas. końcowa |
| Konkurencja | Przeciwnik I          | Przeciwnik I        | Miejsce       |
| ----------- | --------------------- | ------------------- | ------------- |
| 48 kg       | Yolanda Soler (ESP) P | Joyce Heron (GBR) P | 13.           |

## Letnie Igrzyska Olimpijskie 2004
| Konkurencja | Eliminacje             | Repasaże           | Klas. końcowa |
| Konkurencja | Przeciwnik I           | Przeciwnik I       | Miejsce       |
| ----------- | ---------------------- | ------------------ | ------------- |
| 48 kg       | Julia Matijass (GER) P | Ye Gue-rin (KOR) P | 13.           |